# Position générale
Vous pouvez aider à l'améliorer ou bien discuter des problèmes sur sa page de discussion.
- Il ne cite pas suffisamment ses sources. Vous pouvez indiquer les passages à sourcer avec {{référence nécessaire}} ou {{Référence souhaitée}}, et inclure les références utiles en les liant aux notes de bas de page. (Marqué depuis mai 2025)
- Son texte doit être wikifié : il ne correspond pas à la mise en forme Wikipédia (style, typographie, liens internes, liens entre les wikis, etc.). (Marqué depuis mai 2025)

- Archive Wikiwix
- Bing
- Cairn
- DuckDuckGo
- E. Universalis
- Gallica
- Google
- G. Books
- G. News
- G. Scholar
- Persée
- Qwant
- (zh) Baidu
- (ru) Yandex
- (wd) trouver des œuvres sur Wikidata

En géométrie algébrique et en géométrie algorithmique, une position générale est une notion de généricité (en) pour un ensemble d'objets géométriques (points, droites, courbes, plans, ...). C'est ce qu'on entend quand on parle du cas général, en opposition aux cas particuliers qui peuvent apparaître, auxquels cas on parlera de position spéciale. Cette expression peut changer de sens selon le contexte.
Par exemple, deux droites d'un même plan, dans le cas général, se croisent en un point unique, et on dira alors : "deux droites génériques se croisent en un point", ce qui est derrière la notion de point générique. Les cas particuliers sont ceux où les droites sont parallèles (il n'y a alors aucun point d'intersection) ou coïncidentes (tous les points des droites sont des points d'intersection). De même, trois points génériques du plan ne sont pas colinéaires ; si les trois points sont colinéaires voire deux d'entre eux sont confondus, on parle même de cas dégénéré.
Cette notion est importante en mathématiques car les cas spéciaux ou dégénérés peuvent demander un traitement spécial lors des applications, que ce soit dans les énoncés d'un théorème ou la programmation sur ordinateur.

## Position linéaire générale
Un ensemble de points dans un espace affine de dimension d (un espace euclidien de dimension d est un exemple commun) est en position linéaire générale (ou simplement position générale) si aucun des k points ne forment un espace plat de dimension (k − 2) pour k = 2, 3, ..., d + 1. Ces conditions contiennent des redondances considérables car, si la condition est vérifiée pour certaines valeurs k0 alors elle doit être vraie pour tout k tel que 2 ≤ k ≤ k0. Ainsi, pour qu'un ensemble contenant au moins d + 1 points dans un espace affine de dimension d soit en position générale, il suffit de savoir qu'aucun hyperplan ne contient aucun des d points — i.e. les points ne satisfont aucun système linéaire de taille d.
Un ensemble d'au plus d + 1 points en position linéaire générale peut aussi être affinement indépendant (c'est l'analogue affine de l'indépendance linéaire de vecteurs, ou plus précisément de rang maximal), et d + 1 points en position linéaire générale dans un espace affine affine de dimension d forment une base affine.
De façon similaire, n vecteurs dans un espace vectoriel de dimension n sont linéairement dépendants si et seulement si les points qu'ils définissent en espace projectif (de dimension n − 1) sont en position linéaire générale.
Si un ensemble de points n'est pas position linéaire générale, on parle de cas dégénéré ou de configuration dégénérée, ce qui implique qu'ils vérifient une relation linéaire qui n'est pas toujours vérifiée.
Une application fondamentale est que, dans un plan, cinq points définissent une conique, tant que les points sont en position linéaire générale (aucun triplet n'est colinéaire).

## Généralisation
Cette définition peut être définie ainsi : on peut parler de points en position générale selon une classe fixée de relations algébriques (e.g. des sections coniques). En géométrie algébrique ce type de condition est fréquemment rencontrée, dans le sens où les points devraient suivre des conditions indépendantes sur les courbes qui passent par eux.
Par exemple, cinq points déterminent une conique, mais en général six points ne reposent pas sur une conique, ainsi, la position générale selon les coniques revient à dire que six points ne sont pas sur la même conique.
La position générale est préservée par transformations birégulières – si les points images vérifient une relation, alors par une transformation birégulière cette relation peut être retrouvée sur les points originaux. De façon significative, la transformation de Veronese est birégulière ; des points sur la surface de Veronese correspondent à évaluer un polynôme de degré d en ce pont, ce qui formalise la notion que des points en position générale imposent des conditions linéaires indépendantes sur les variétés passant par eux.
La condition basique pour la position générale est que des points ne se trouvent pas sur des sous-variétés de degré moindre, autant que nécessaire ; dans le plan, deux points ne doivent pas être coïncidents, trois points ne sont pas alignés, six points ne sont pas sur la même conique, dix points ne sont pas sur la même cubique, et ainsi de suite pour les degrés supérieurs.
Cette condition n'est cependant pas suffisante. Si neuf points déterminent une courbe cubique, il existe des configurations de neuf points spéciaux pour les cubiques, qui correspondent aux intersections de deux cubiques. L'intersection de deux cubiques, qui vaut 3 × 3 = 9 points (selon le théorème de Bézout), est spécial dans le sens où neuf points en position générale appartiennent à une cubique unique, alors que s'ils appartiennent à deux cubiques, ils sont en réalité sur un faisceau (un système linéaire paramétré) de cubiques, dont les équations sur les combinaisons linéaires projectives des équations des deux cubiques. Ainsi, de tels ensembles de points imposent une condition en moins sur les cubiques les contenant par rapport à ce qui était attendu, et par conséquent satisfont une contrainte additionnelle, connue sous le nom de théorème de Cayley-Bacharach (en) qui dit que toute cubique contenant huit des points contient nécessairement le neuvième. De tels contraintes existent pour les degrés supérieurs.
Pour les points du plan ou sur une courbe algébrique, la notion de position est posée de façon algébriquement précise grâce à la notion de diviseur régulier, et est mesurée par la disparition des plus grands groupes de cohomologie d'un faisceau du fibré en droites associé (formellement, un faisceau inversible). Comme la terminologie le montre, la manipulation est bien plus technique que la représentation géométrique ne le laisse supposer, de même que la définition d'un nombre d'intersections demande des notions poussées d'algèbre. Cette définition se généralise en grandes dimensions pour les hypersurfaces (sous-variétés de codimension 1), plutôt que pour les ensembles de points, et les diviseurs réguliers sont remplacés par les diviseurs superabondants, comme discuté dans le théorème de Riemann–Roch pour les surfaces (en).
Il est à noter que tous les points en position générale ne sont pas projectivement équivalents, ce qui est une condition bien plus forte ; par exemple, tous k points distincts sur une ligne sont en position générale, mais les transformations projectives sont seulement 3-transitives, avec l'invariant de quatre points qui correspond au birapport.

## Géométries différentes
Des géométries différentes permettent de poser des notions différentes de contraintes géométriques. Par exemple, un cercle est un concept qui a du sens en géométrie euclidienne, mais pas en géométrie linéaire affine ou géométrie projective, où les cercles ne peuvent être distingués des ellipses, car on peut déformer un cercle ellipse. De façon similaire, une parabole est un concept en géométrie affine mais pas en géométrie projective, où une parabole est simplement un type de conique. La géométrie qui est massivement utilisée en géométrie algébrique est la géométrie projective, avec la géométrie affine qui a du sens mais de façon moindre.
Ainsi, en géométrie euclidienne, trois points non colinéaires déterminent un cercle (ils sont sur le cercle circonscrit au triangle qu'ils forment), mais pas quatre points (ils forment éventuellement des quadrilatères cycliques), donc la "position générale selon les cercles", soit "quatre points ne sont pas cocycliques" a du sens. En géométrie projective, par contraste, les cercles ne sont pas distingués des coniques, et cinq points forment une conique, ainsi la "position générale selon les cercles" n'a ici pas de sens.

## Type général
La position générale est une propriété de configurations de points, ou plus généralement d'autres sous-variétés (lignes en position générale, donc les trois ne sont pas concourantes, et ainsi de suite). La position générale est une notion extrinsèque, qui dépend d'un plongement comme sous-variété. Informellement, des sous-variétés sont en position générale si elles ne peuvent pas être décrites plus simplement que d'autres. Un analogue intrinsèque de la position générale est le type général, et correspond à une variété qui ne peut pas être décrite par des polynômes plus simples que d'autres. Ceci se formalise par la notion de dimension de Kodaira (en) d'une variété, et par cette mesure des espaces projectifs sont les variétés les plus spéciales, bien qu'il y en ait d'autres également spéciales, ce qui se traduit par une dimension de Kodaira négative. Pour des courbes algébriques, la classification résultante est : droite projective, tore, surfaces de genre supérieur (g ≥ 2), et des classifications similaires apparaissent dans des dimensions plus grandes, notamment la classification de Enriques–Kodaira (en) des surfaces algébriques.

## Autres contextes
En théorie de l'intersection, à la fois en géométrie algébrique et en topologie géométrique, la notion analogue de transversalité est utilisée : des sous-variétés en général s'intersectent transversalement, soit avec une multiplicité 1, plutôt qu'être tangentes ou autre, des intersections d'ordre plus grand.

### Position générale pour les triangulations de Delaunay dans le plan
Dans le contexte des diagrammes de Voronoi et des triangulations de Delaunay dans le plan, un ensemble de points dans le plan est dit en position générale seulement si aucun quadruplet d'entre eux n'est cocyclique et aucun triplet n'est colinéaire. La transformation usuelle de relèvement qui relie la triangulation de Delaunay à la moitié basse de l'enveloppe convexe (i.e., donner à chaque point p une coordonnée supplémentaire égale à |p|2) montre la connexion à la vue planaire : quatre points sont cocycliques ou trois points sont colinéaires exactement quand leurs images relevées ne sont pas en position générale.

## Abstraction: espaces de configuration
En termes très abstraits, la position générale est une discussion de propriétés génériques d'un espace de configuration ; dans ce contexte cela signifie que des propriétés sont vérifiées au point générique d'un espace de configuration, ou de façon équivalente sur une topologie de Zariski.
Cette notion coïncide avec la notion théorique de la mesure de générique, ce qui signifie presque partout sur l'espace de configuration, ou de façon équivalente que les points choisis au hasard seront presque sûrement en position générale.